# Al-Walid (Irak)
Al-Walid (arabisch الوليد, DMG al-Walīd) ist eine Stadt in der Nähe der Grenze zwischen dem Irak und Syrien. Sie liegt in der irakischen Provinz al-Anbar, unweit des gleichnamigen Grenzüberganges, an der Fernstraße von Damaskus nach Bagdad.
Im Verlauf des Krieges im Irak wurde al-Walid im Mai 2014 von der Terrormiliz „Islamischer Staat“ eingenommen und seitdem gehalten.